# Crazy Nights
Crazy Nights è il quattordicesimo album registrato in studio dei Kiss, pubblicato il 18 settembre del 1987. L'album doveva tuttavia essere registrato e pubblicato nel 1986 (il progetto del disco si chiamava Condomnation), ma a causa di una indisposizione del produttore Ron Nevison le date di pubblicazione slittarono all'anno successivo.

## Il disco
Assieme ad Animalize, rappresenta il maggior successo del gruppo negli anni ottanta, ma molti fans (specialmente quelli degli esordi) non gradirono la sua eccessiva commerciabilità. Infatti, l'album si presenta maggiormente melodico rispetto ai precedenti Animalize e Asylum, con brani che vennero anche apprezzati da chi non seguiva la musica rock. Il disco si divide nelle parti scritte da Stanley e Child che si avvicinano di più al genere AOR, e in quelle scritte da Simmons, più ruvide e meno ispirate.
L'album segnerà un parziale ritorno al successo in Europa da parte del gruppo, grazie soprattutto ai singoli estratti, ossia Crazy Crazy Nights (che si isserà al quarto posto della Top 10 britannica), Turn On the Night, e Reason to Live.
Il titolo dell'album doveva essere originariamente Who Dares Wins (dietro proposta di Eric Carr) in riferimento al fatto che il gruppo ha dovuto attendere la disponibilità del produttore Ron Nevison per registrare l'album, ma è stato in seguito cambiato in Crazy Nights.

## Tracce
1. Crazy Crazy Nights (Paul Stanley, Adam Mitchell) - 3:45
2. I'll Fight Hell to Hold You (Stanley, Mitchell, Bruce Kulick) - 4:10
3. Bang Bang You (Stanley, Desmond Child) - 3:53
4. No, No, No (Gene Simmons, Kulick, Eric Carr) - 4:19
5. Hell or High Water (Simmons, Kulick) - 3:28
6. My Way (Stanley, Child, Bruce Turgon) - 3:58
7. When Your Walls Come Down (Stanley, Mitchell, Kulick) - 3:25
8. Reason to Live (Stanley, Child) - 3:59
9. Good Girl Gone Bad (Simmons, Davitt Sigerson, Peter Diggins) - 4:35
10. Turn On the Night (Stanley, Diane Warren) - 3:19
11. Thief in the Night (Simmons, Mitch Weissman) - 4:05

## Formazione
- Gene Simmons - basso, voce principale o secondaria, chitarra ritmica
- Paul Stanley - chitarra ritmica, voce principale o secondaria, basso, tastiere[7]
- Bruce Kulick - chitarra solista o ritmica, basso[7], voce secondaria
- Eric Carr - batteria, voce secondaria

### Collaboratori
- Phil Ashley - tastiere[7]
- Tom Kelly - voce secondaria[7]